# 大龍寺 (会津若松市)
大龍寺（だいりゅうじ）は、福島県会津若松市にある臨済宗妙心寺派の寺院。山号は宝雲山。会津七福神のうち布袋尊を安置する。

## 歴史
この寺は、天正年間（1573年 - 1593年）小笠原長時によって創建された桂山寺に始まるとされ、寛永20年（1643年）に保科正之によって中興され、翌年現在の寺号となったと伝えられる。

## 墓所
- 小笠原長時
- 安藤有益

山本家
など

## 所在地
- 福島県会津若松市慶山2-7-23